# Onthophagus velutinus
Onthophagus velutinus là một loài bọ cánh cứng trong họ Bọ hung (Scarabaeidae).